# Longa '59
Longa '59 är en volleybollklubb från Lichtenvoorde, Nederländerna, grundad 1959.
Dess damlag har vunnit nederländska mästerskapen två gånger (2004 och 2005) och nederländska cupen tre gånger (2002, 2004 och 2005).